# Antonin Weissenbach

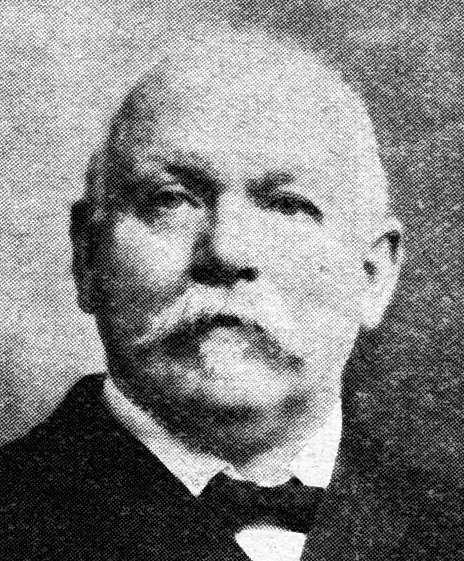
Antonin Weissenbach

Antonin Weissenbach (* 27. März 1850 in Freiburg; † 7. Januar 1921 ebenda; heimatberechtigt in Bremgarten AG) war ein Schweizer Politiker.

## Leben
Antonin Weissenbach wurde als Sohn des Kaufmanns Max Weissenbach geboren. Er heiratete Ursule Bise.
Nach dem Besuch des Kollegiums St. Michael in Freiburg wechselte er an die Kantonsschule Frauenfeld. Ab 1866 arbeitete er als Mitarbeiter im familieneigenen Konfektionsbetrieb, bevor er 1869 für einen einjährigen Aufenthalt nach Paris reiste. Er war bis 1901 Leiter des Unternehmens. 
1901 wurde Weissenbach als Vertreter der Liberal-Radikalen in den Freiburger Grossen Rat gewählt. 1906 wurde er Staatsrat und übernahm er die Direktion des Innern und der Landwirtschaft. Er war der erste Vertreter der liberal-radikalen Minderheit seit 1857. Die schwierige Zusammenarbeit mit der konservativen Mehrheit führte im November 1909 zum Rücktritt Weissenbachs und der übrigen liberal-radikalen Ratsmitglieder.
Weissenbach sass in den Verwaltungsräten mehrerer Unternehmen, wie der Papierfabrik in Marly und der Getreidemühle Pérolles. Zudem war er im Aufsichtsrat der Freiburger Kantonalbank.